# Хіокі

Хіо́кі (яп. 日置市, ひおきし, МФА: [çiokʲi ɕi̥]?) — місто в Японії, в префектурі Каґошіма. Розташоване в західній частині префектури, на узбережжі Східно-Китайського моря.   Виникло на основі середньовічного містечка самурайського роду Інджюїн. Отримало статус міста 2005 року. Площа становить 253,06 км². Станом на 1 липня 2012 року населення складало 50 269  осіб, густота населення — 199 осіб/км².  Основою економіки є сільське господарство — городництво і тваринництво.   

## Географія
Хіокі лежить на півострові Сацума, на узбережжі Східно-Китайського моря. Місто збудовано на височині, центром якої з заходу на схід протікає річка Каміно.

## Історія
У середньовіччі землі Хіокі належали самурайському роду Інджюїн, який у 15 столітті став васалом сусіднього могутнього роду Шімадзу. У період Едо (1603–1867) територія сучасного міста підпорядковувалась автономному уділу Сацума. З 1709 тут почали виготовляти сацумську кераміку сацума-які, експорт якої приносив величезні прибутки Шімадзу.
Засноване 5 травня 2005 року шляхом злиття таких населених пунктів:
- містечка Інджюїн повіту Хіокі (日置郡伊集院町)
- містечка Хіґаші-Ічікі (東市来町)
- містечка Хійоші (日吉町)
- містечка Фукіаґе (吹上町)

## Економіка
Економіка сучасного Хіокі розвинена слабо через те, що місто виконує функцію «спального району» сусідньої Каґосіми. В околицях Хіокі мешканці займаються сільським господарством, рибальством і тваринництвом. На місцевий ринок вони постачають кавуни, чай, овочі, тютюн, яловичину.